# Biserica de lemn din Poienii de Sus

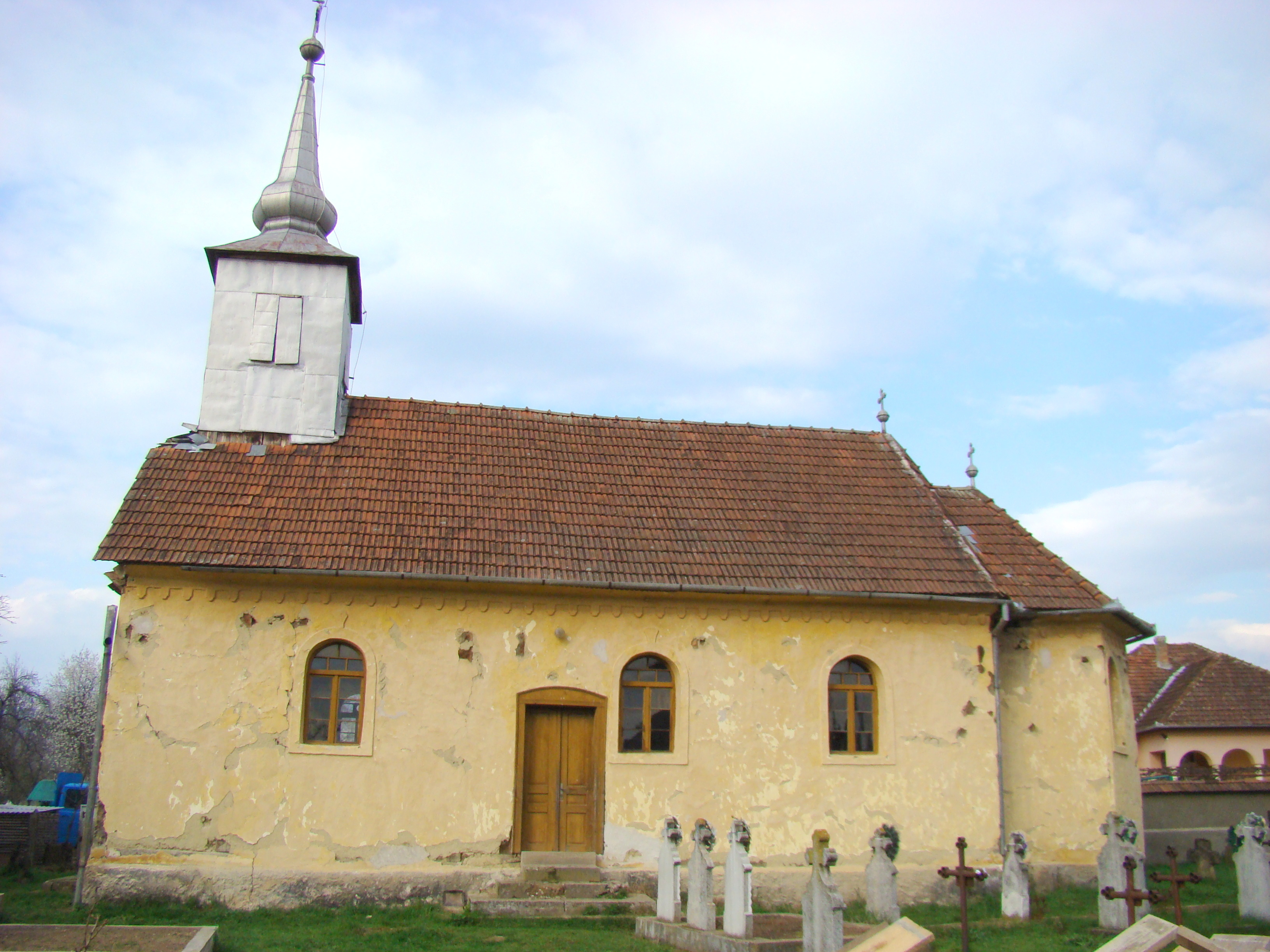
Biserica de lemn „Sfinții Arhangheli Mihail și Gavriil” din Poienii de Sus, comuna Buntești, județul Bihor, foto: aprilie 2010.

Biserica văzută de Coriolan Petranu în perioada interbelică

Biserica de lemn din Poienii de Sus, comuna Buntești, județul Bihor, datează din secolul XIX. Are hramul „Sfinții Arhangheli Mihail și Gavriil”.

## Imagini din exterior

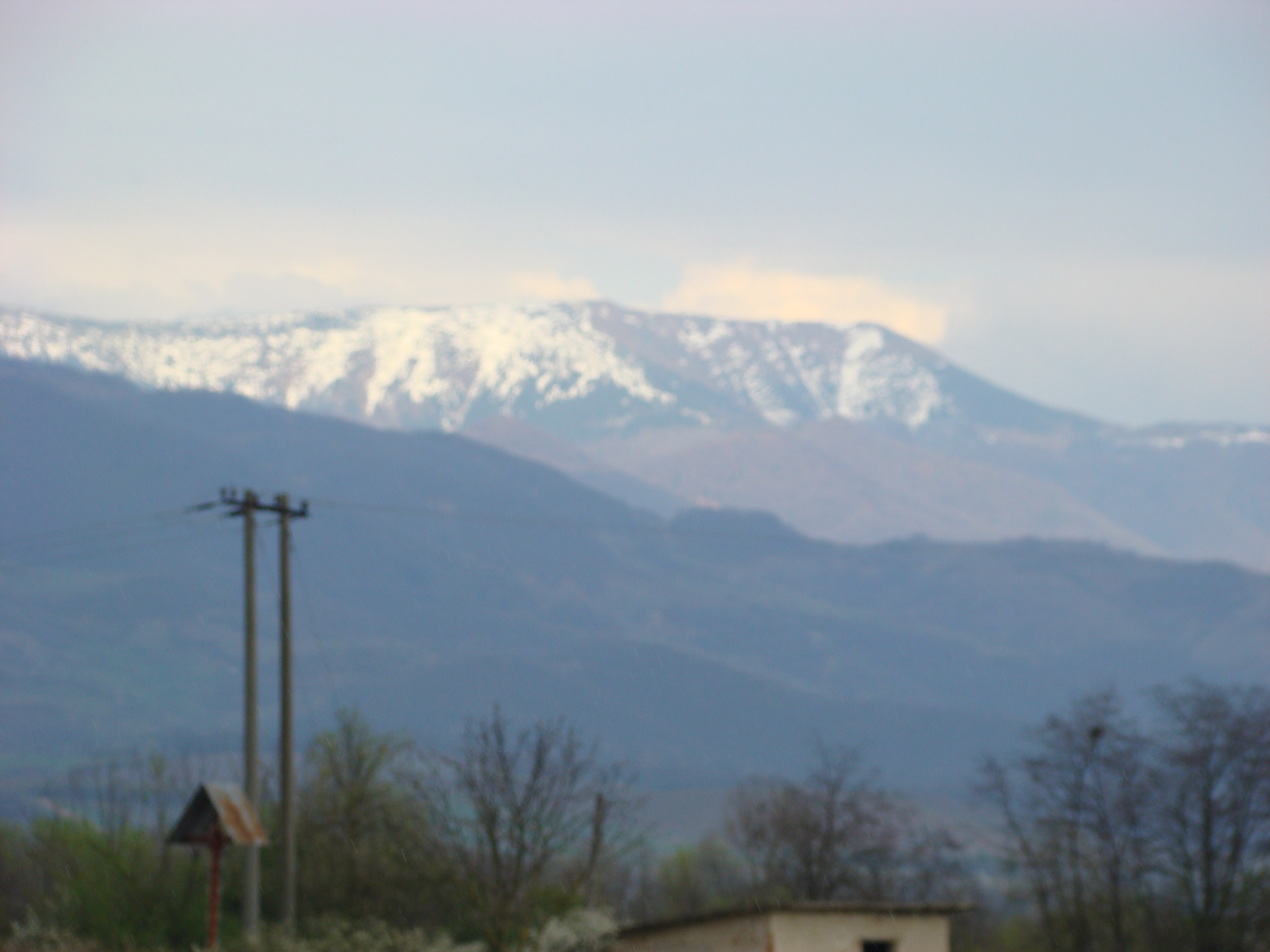
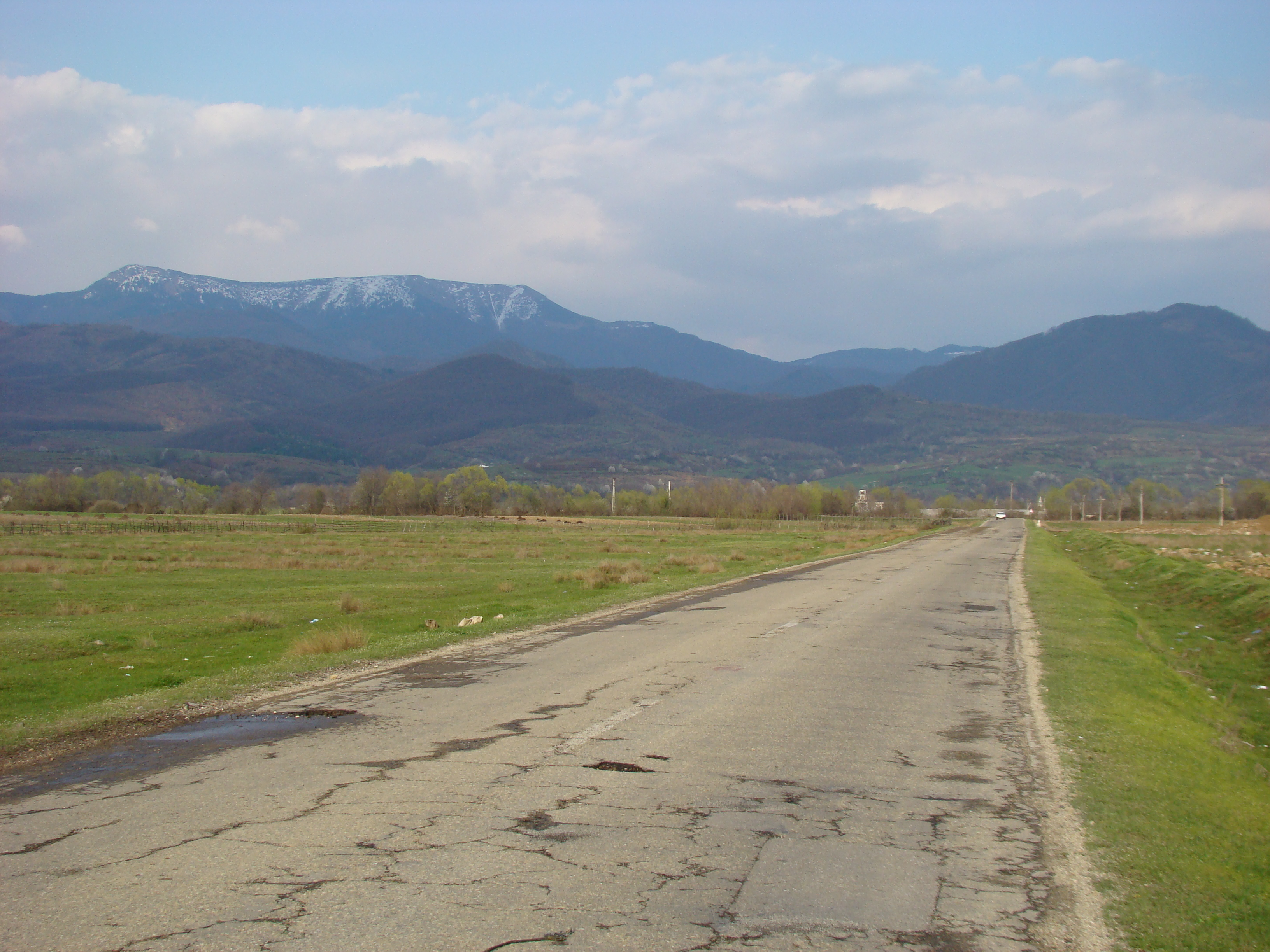
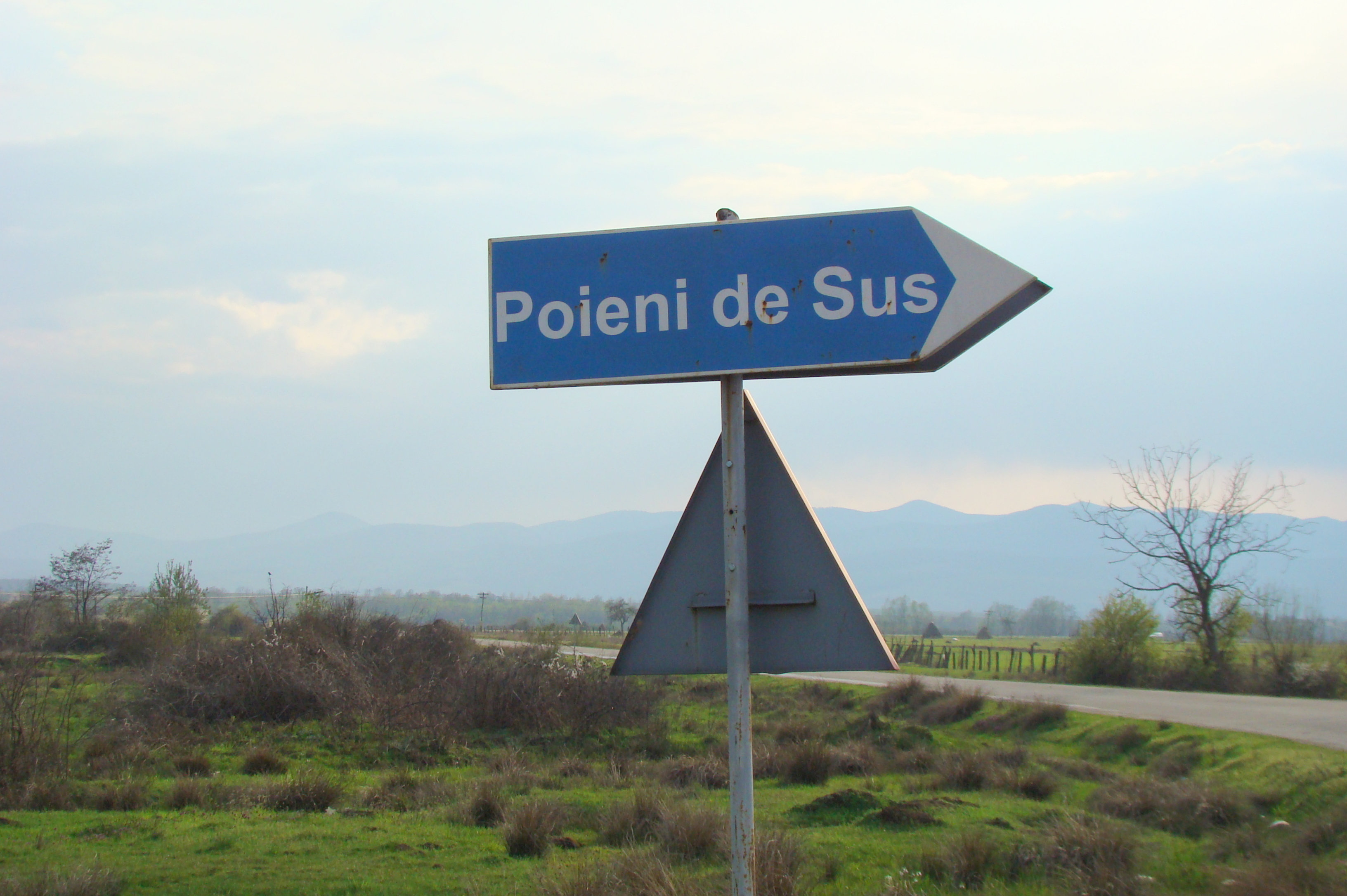
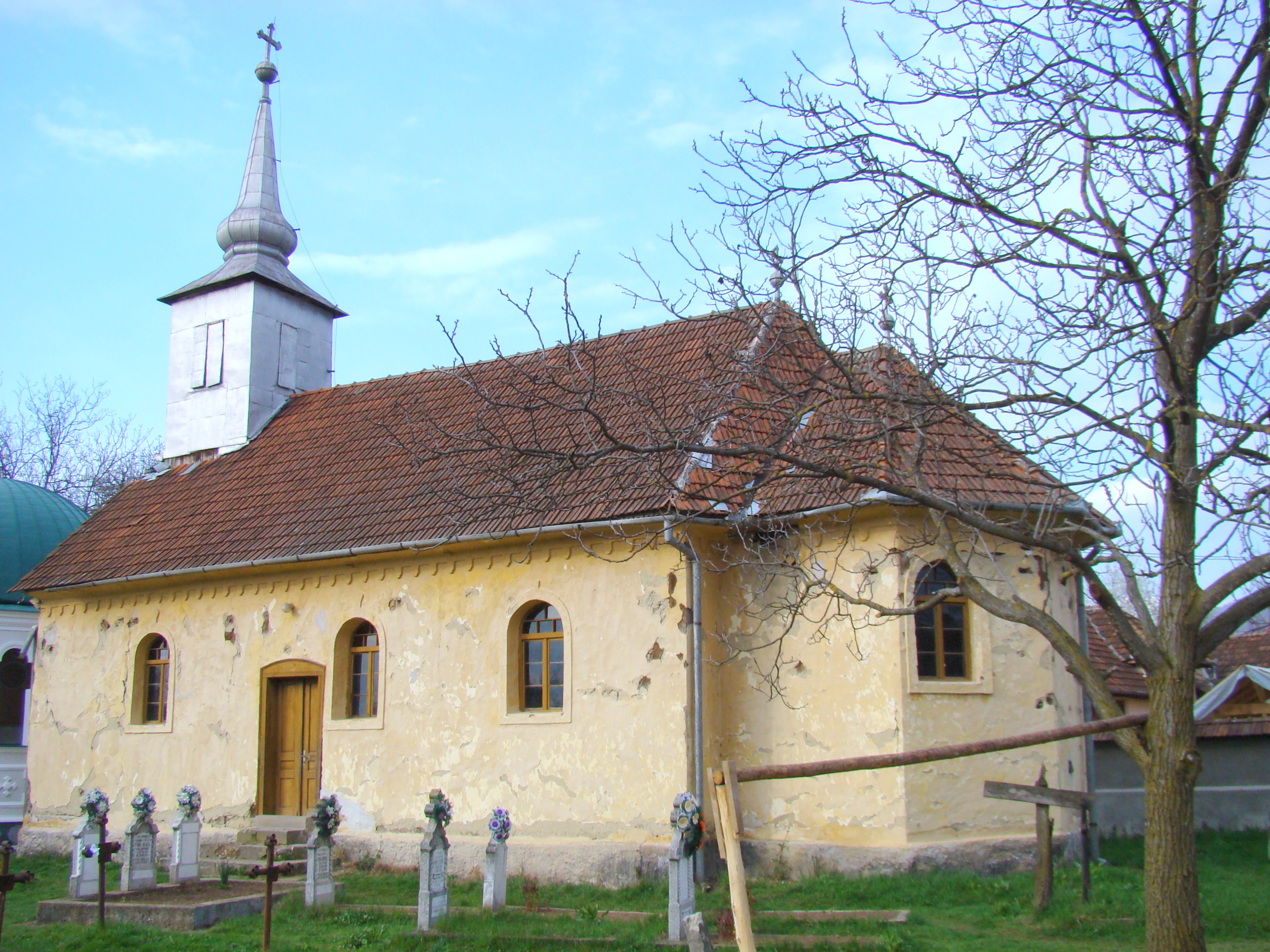
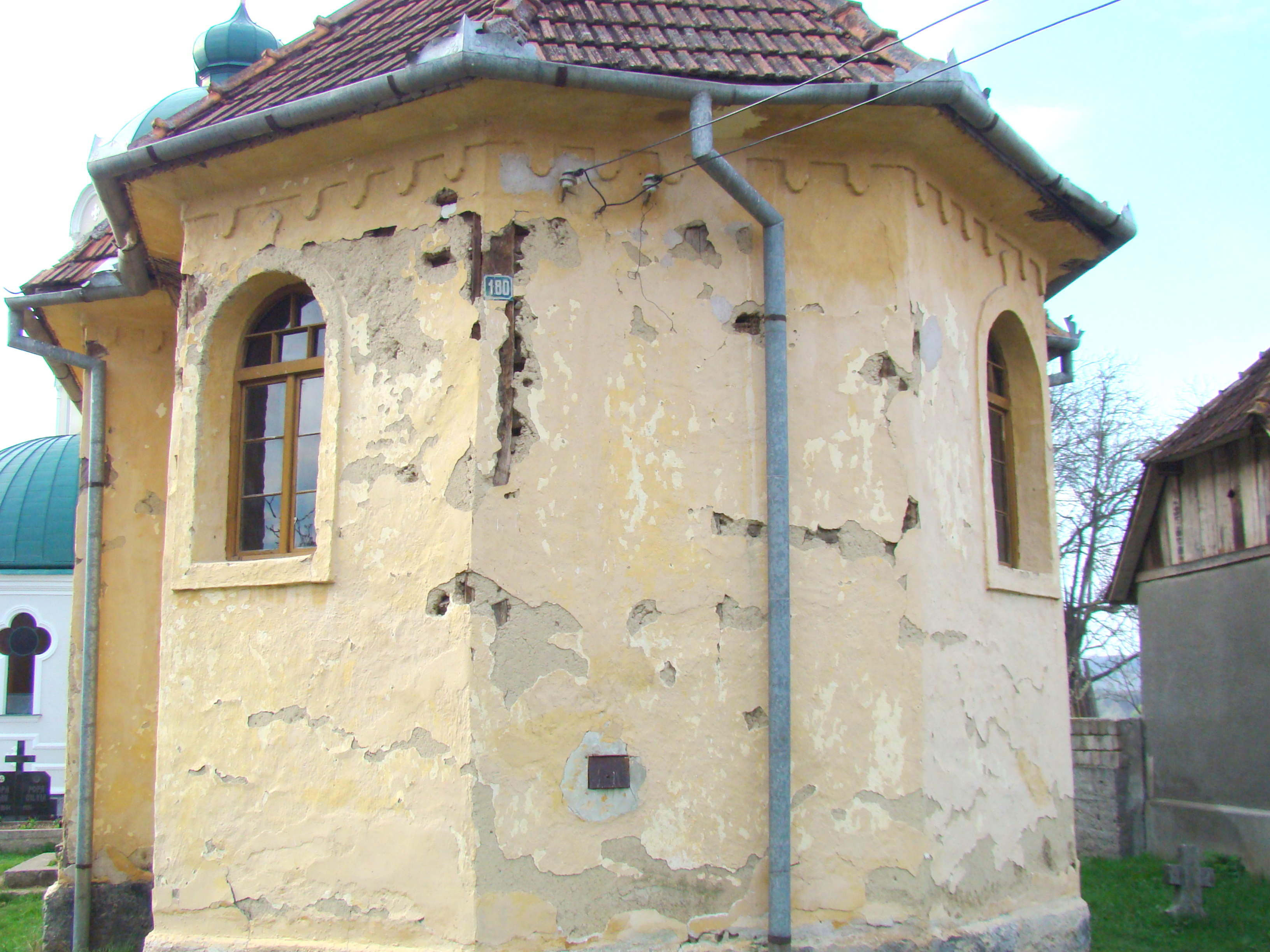
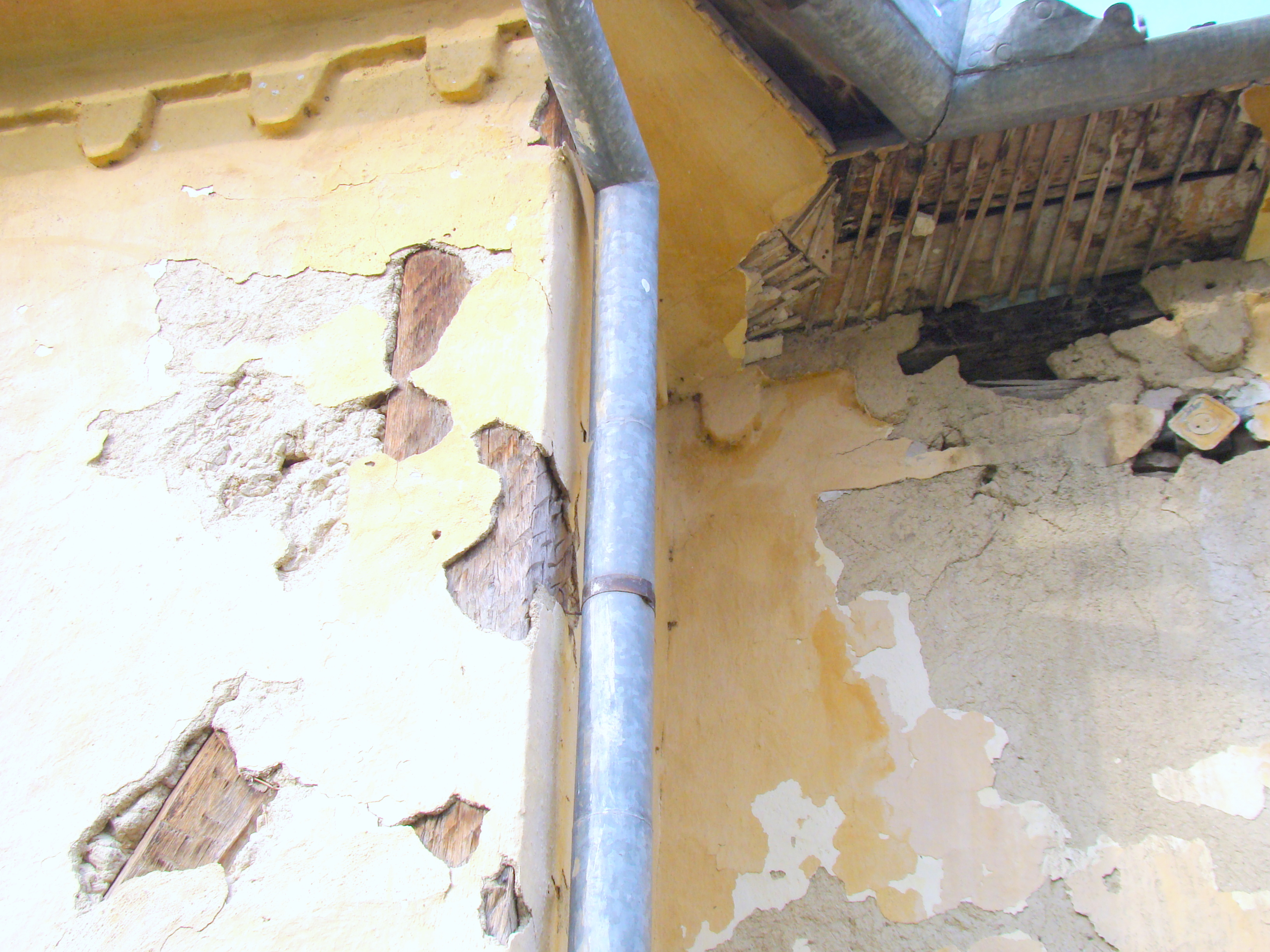
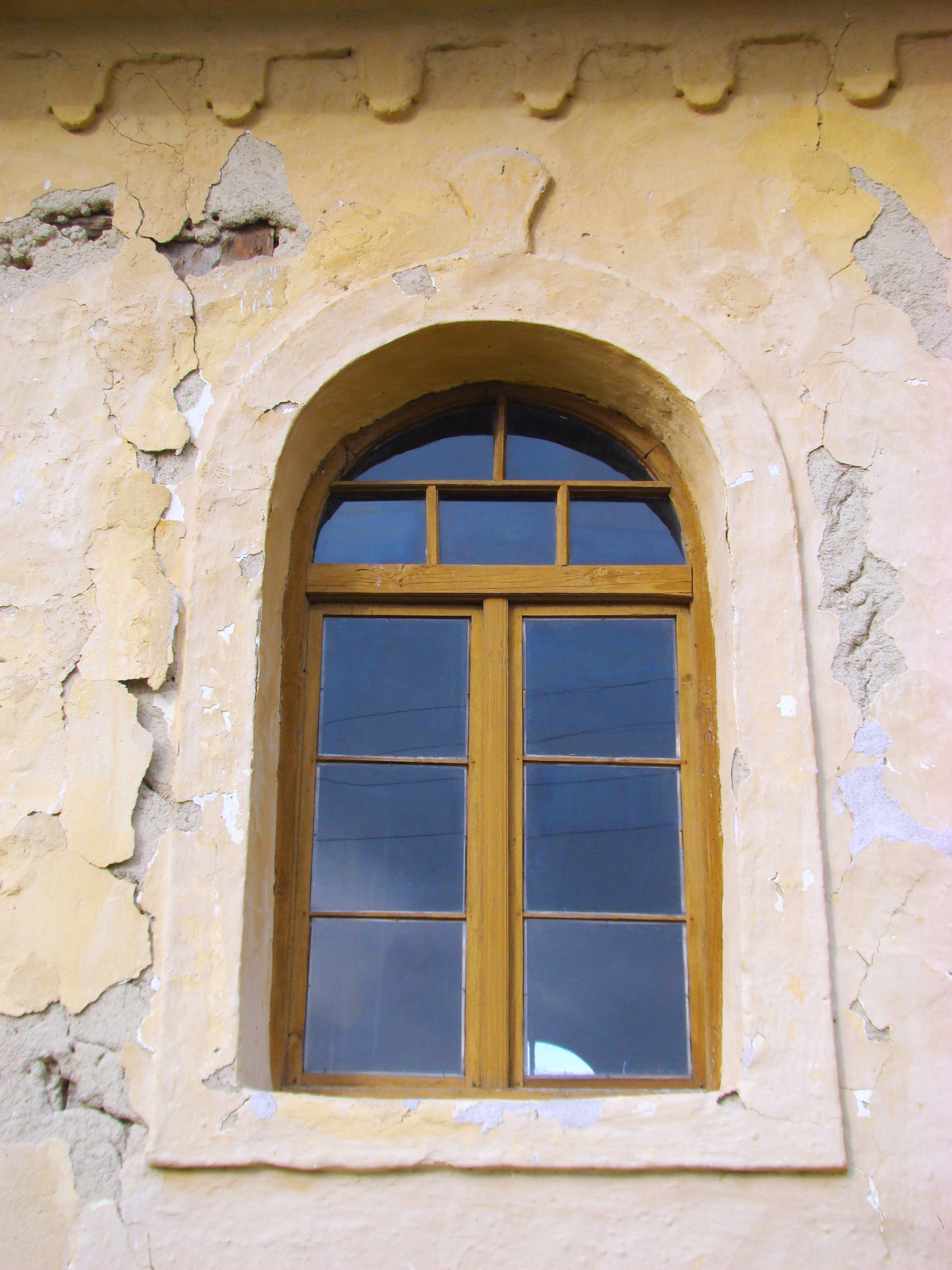
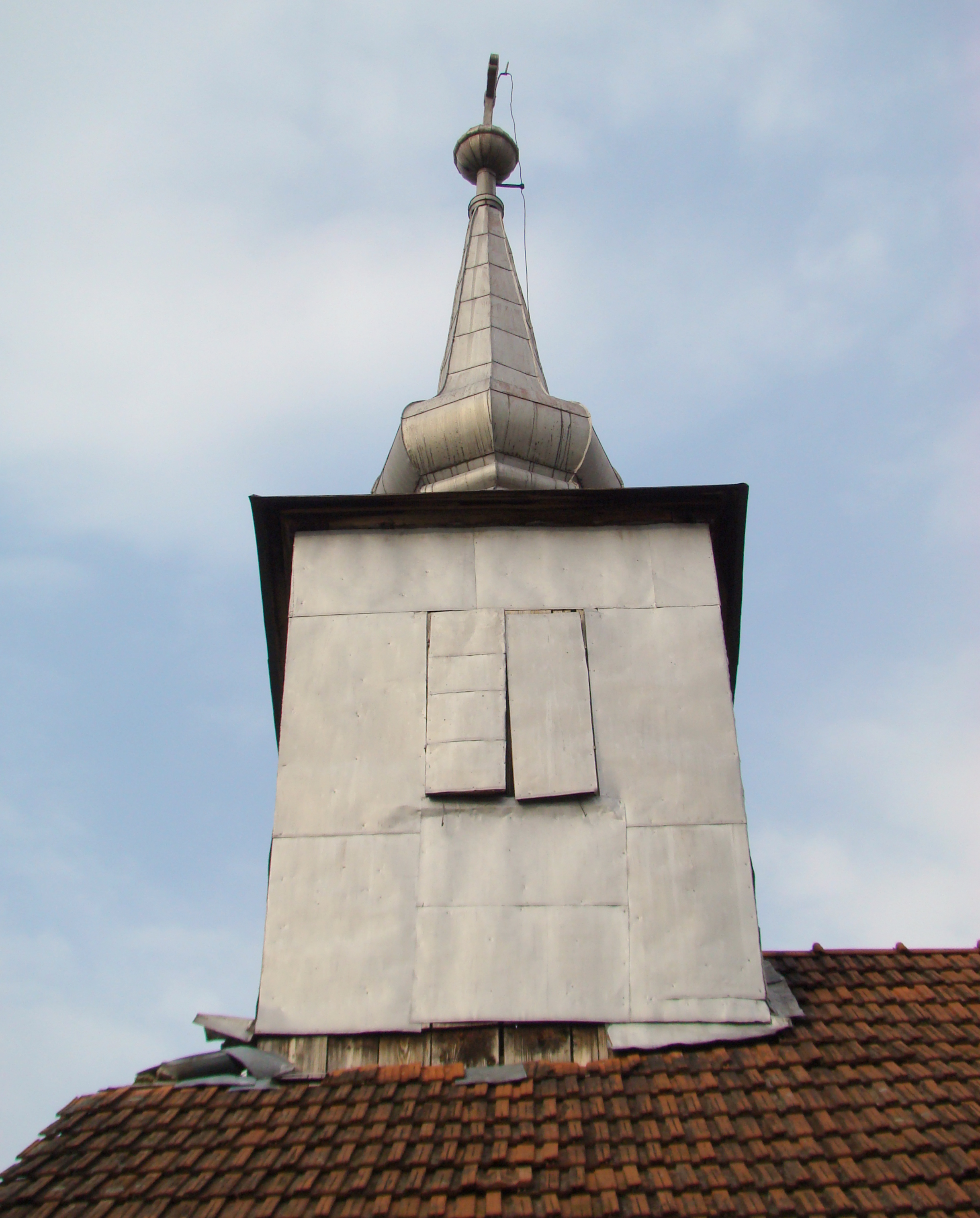
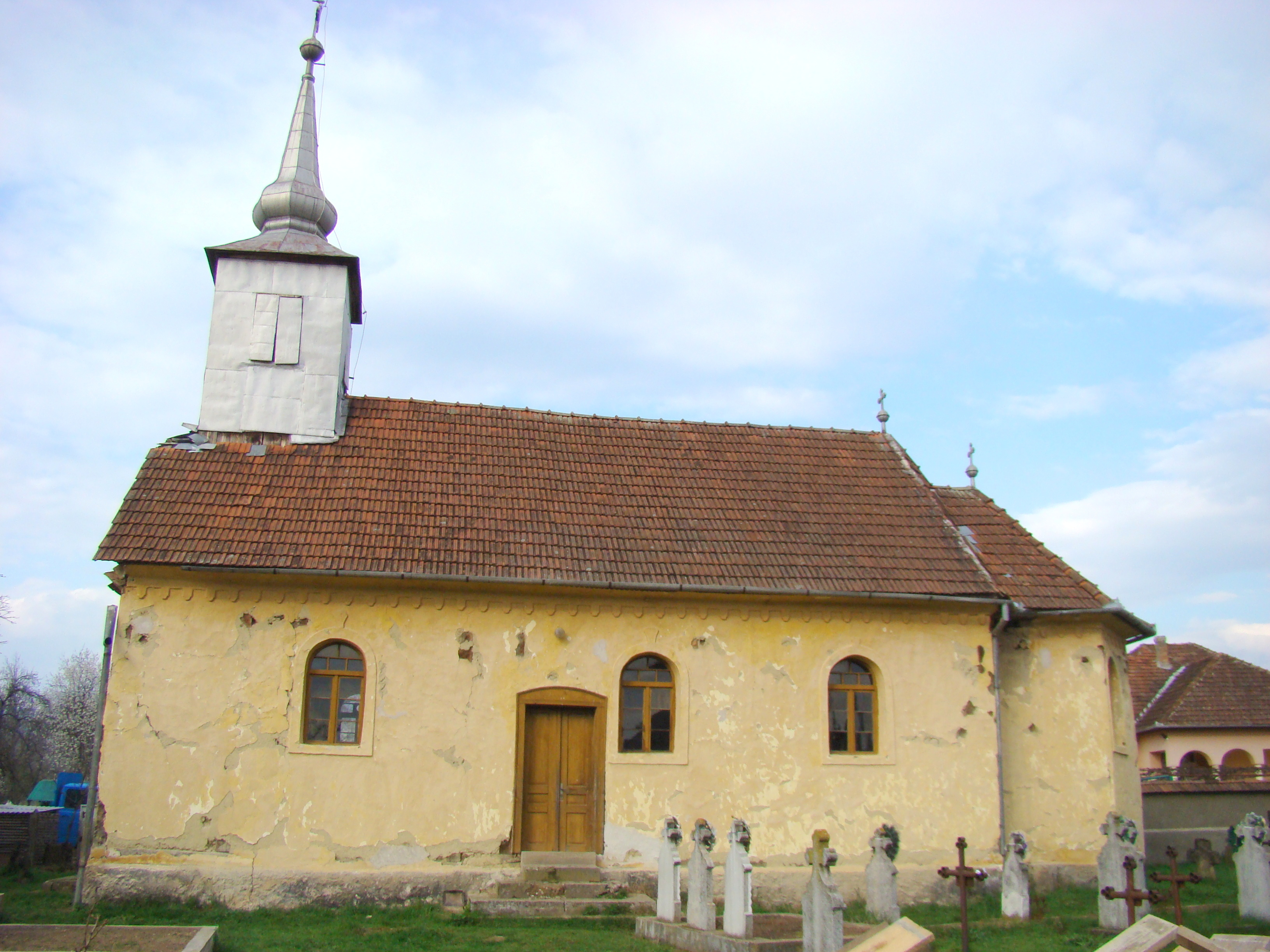
Biserica văzută de Coriolan Petranu în perioada interbelică

## Imagini din interior

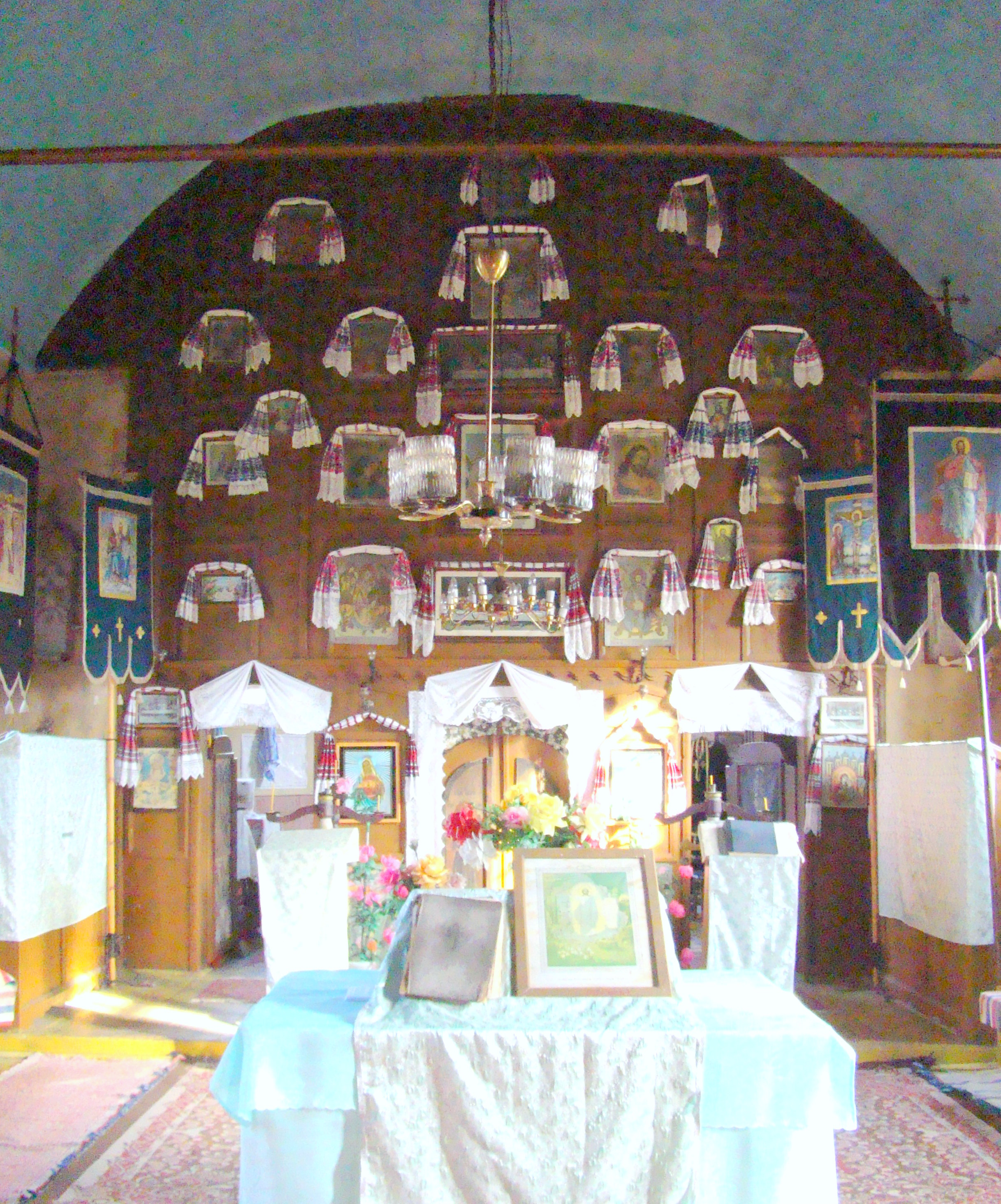
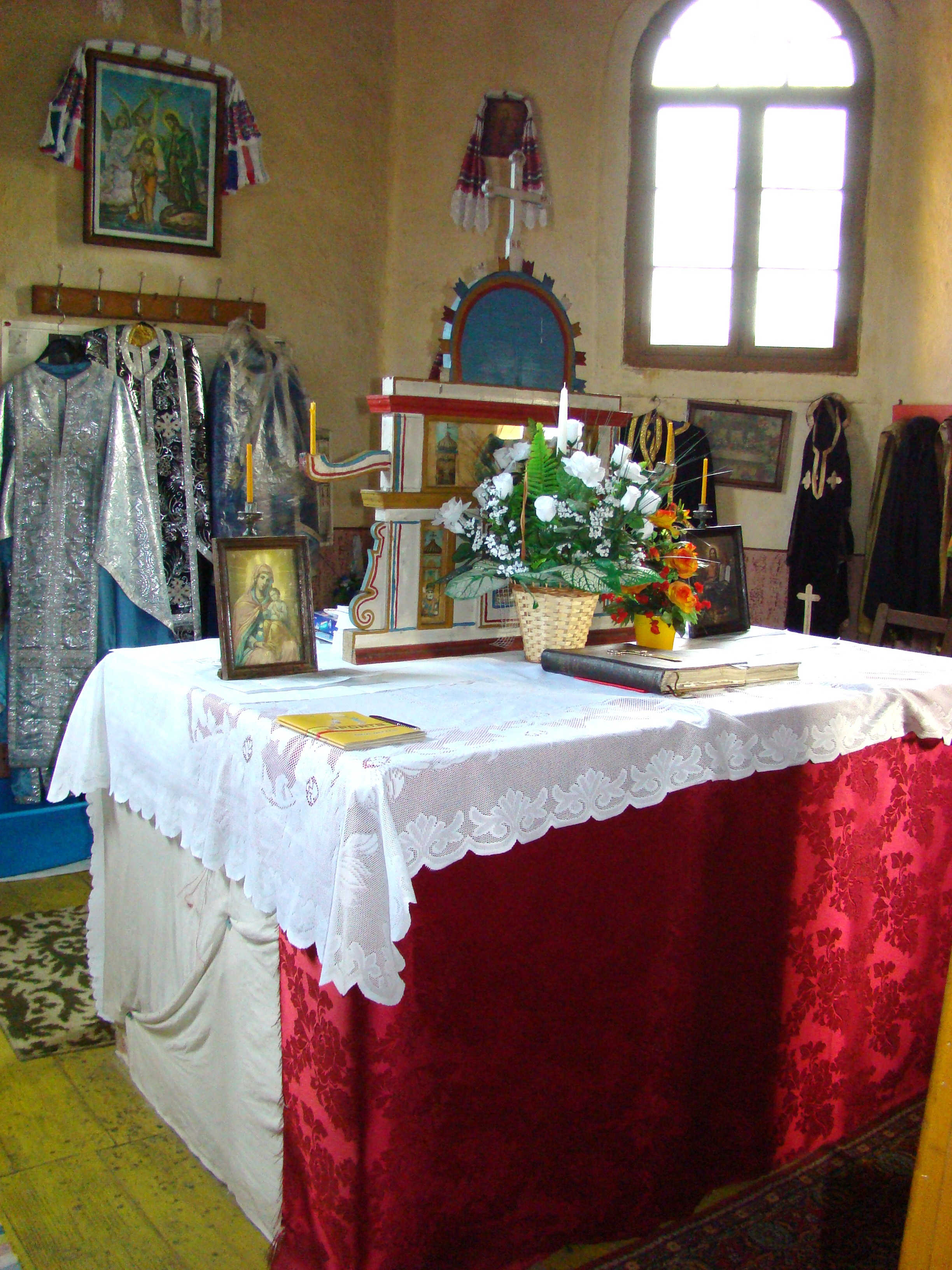
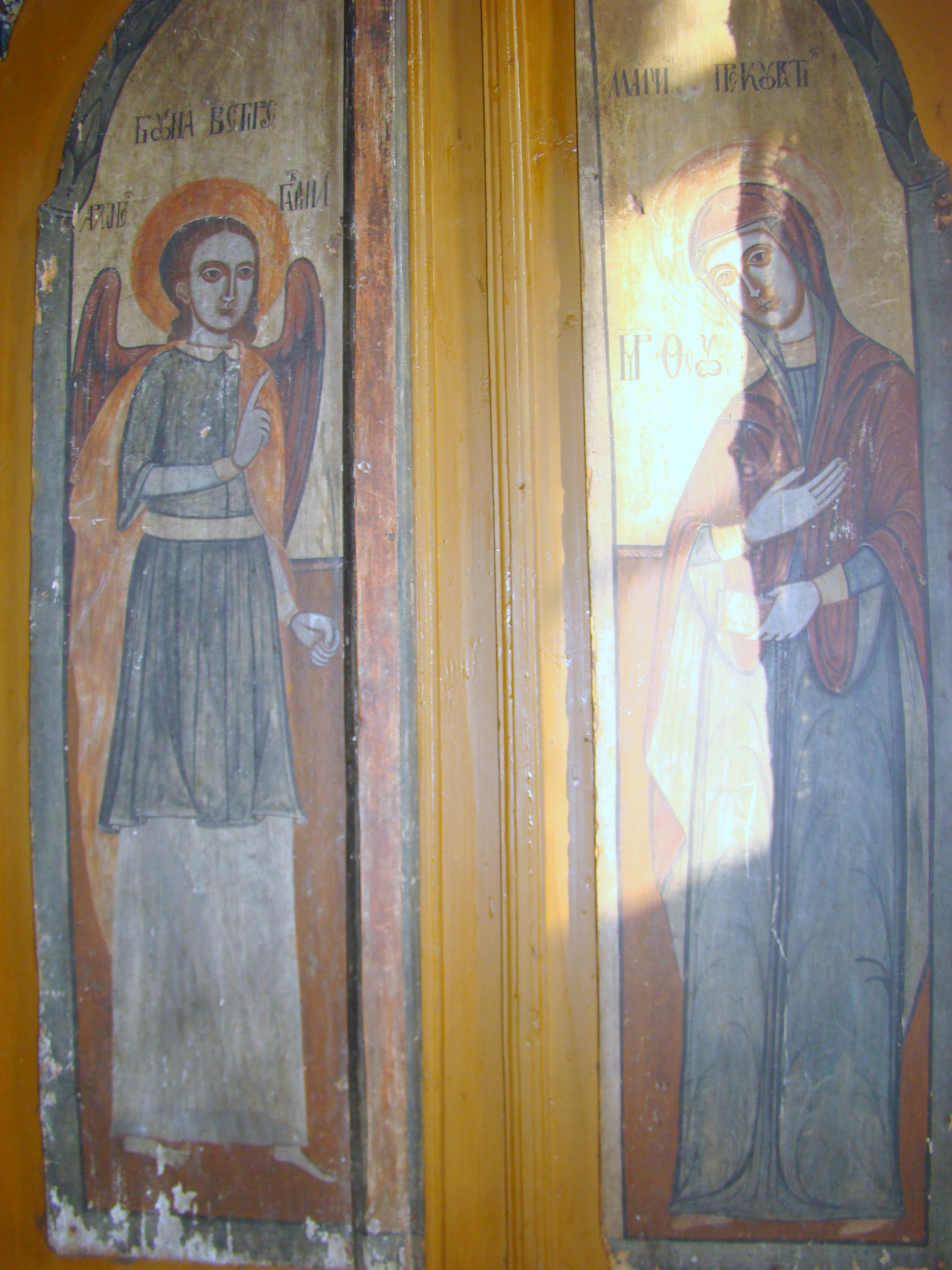
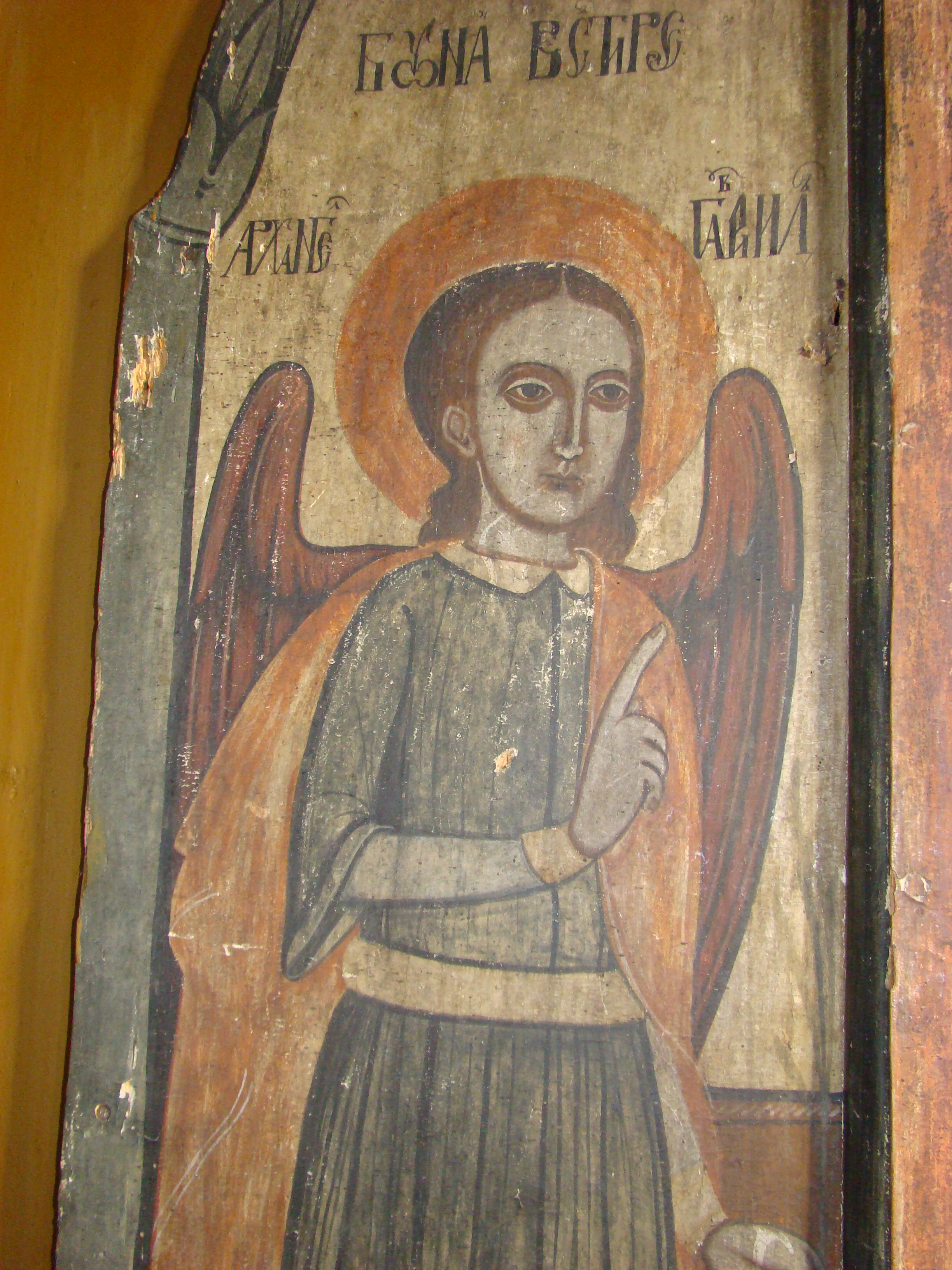
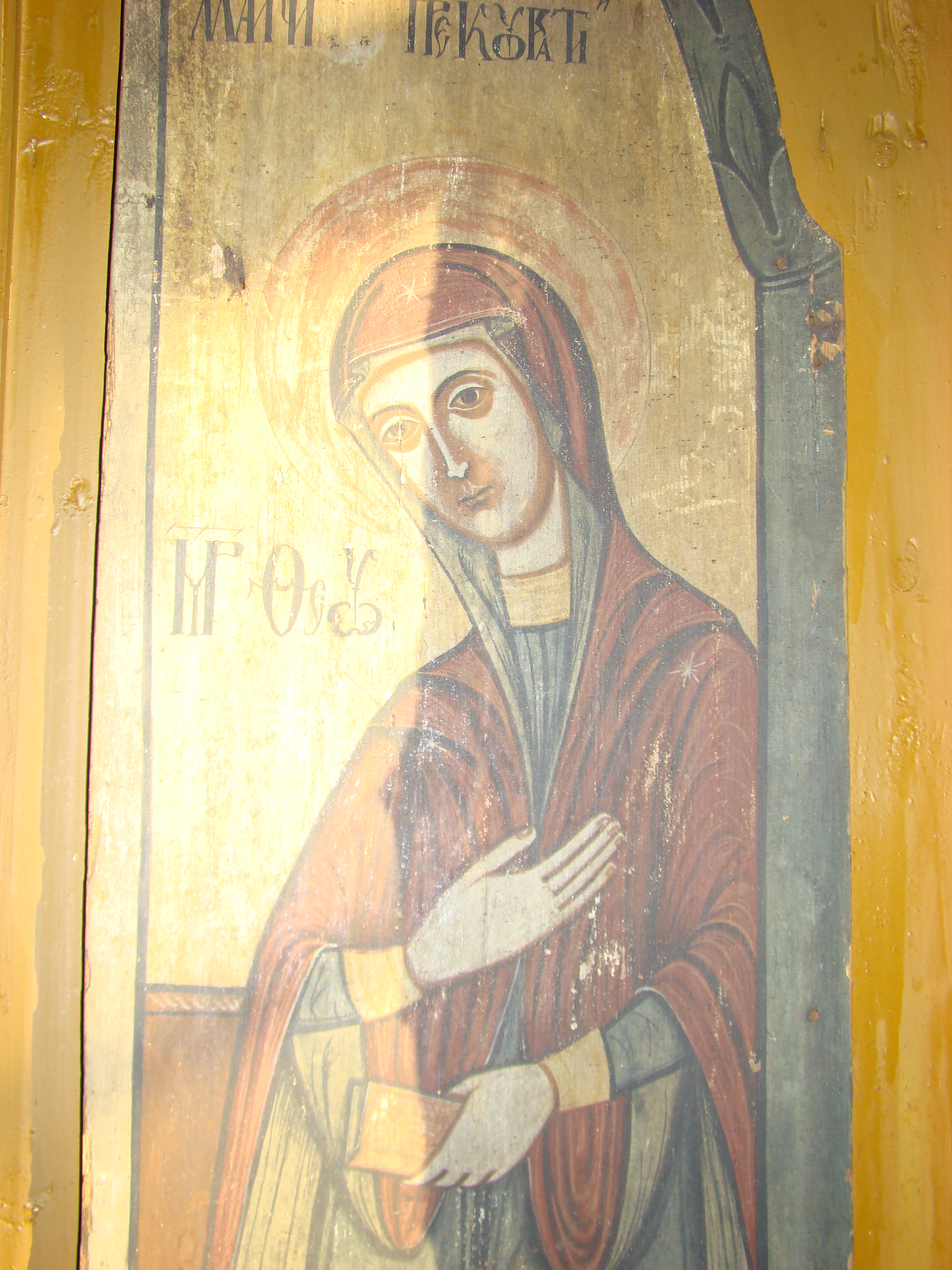
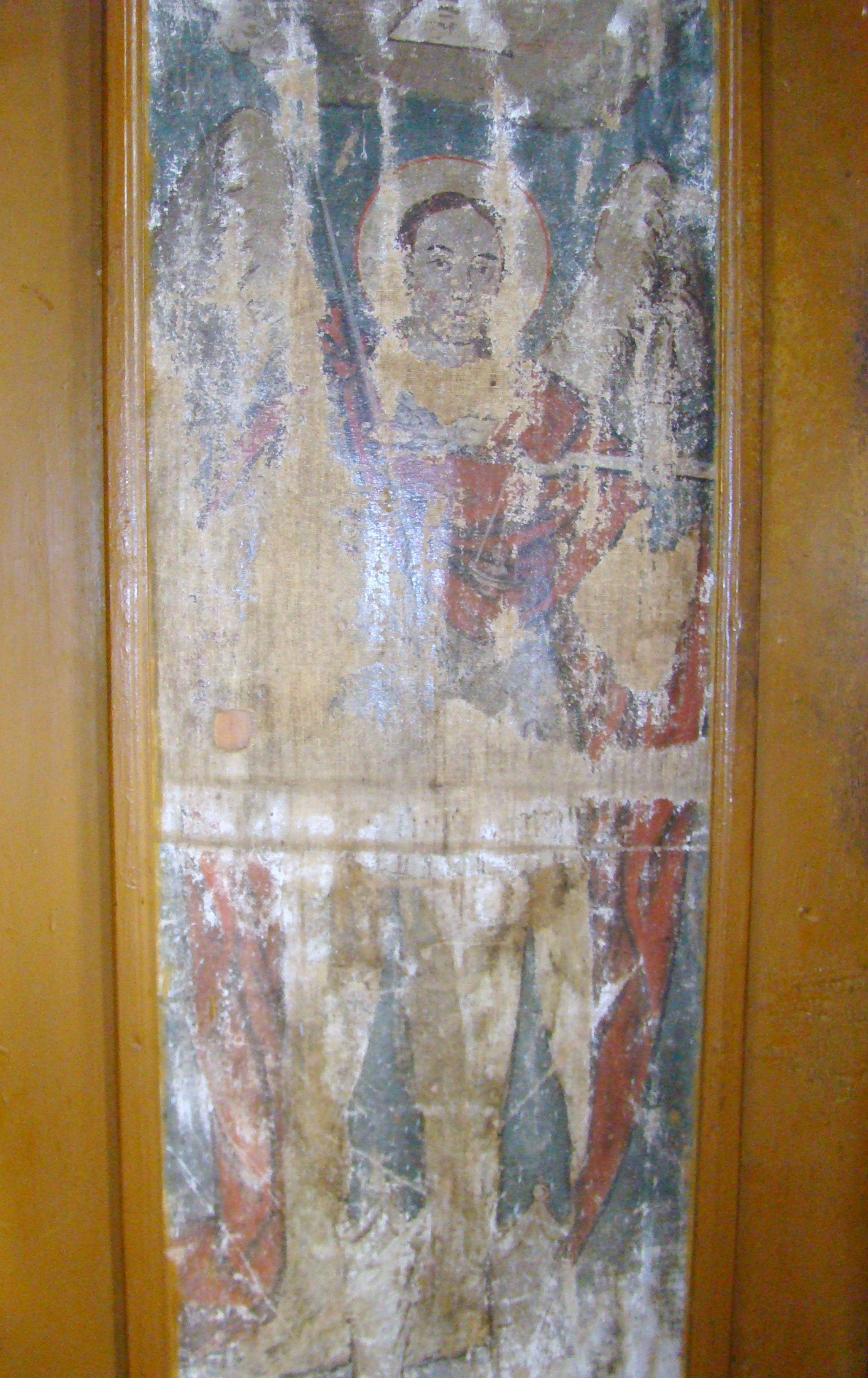
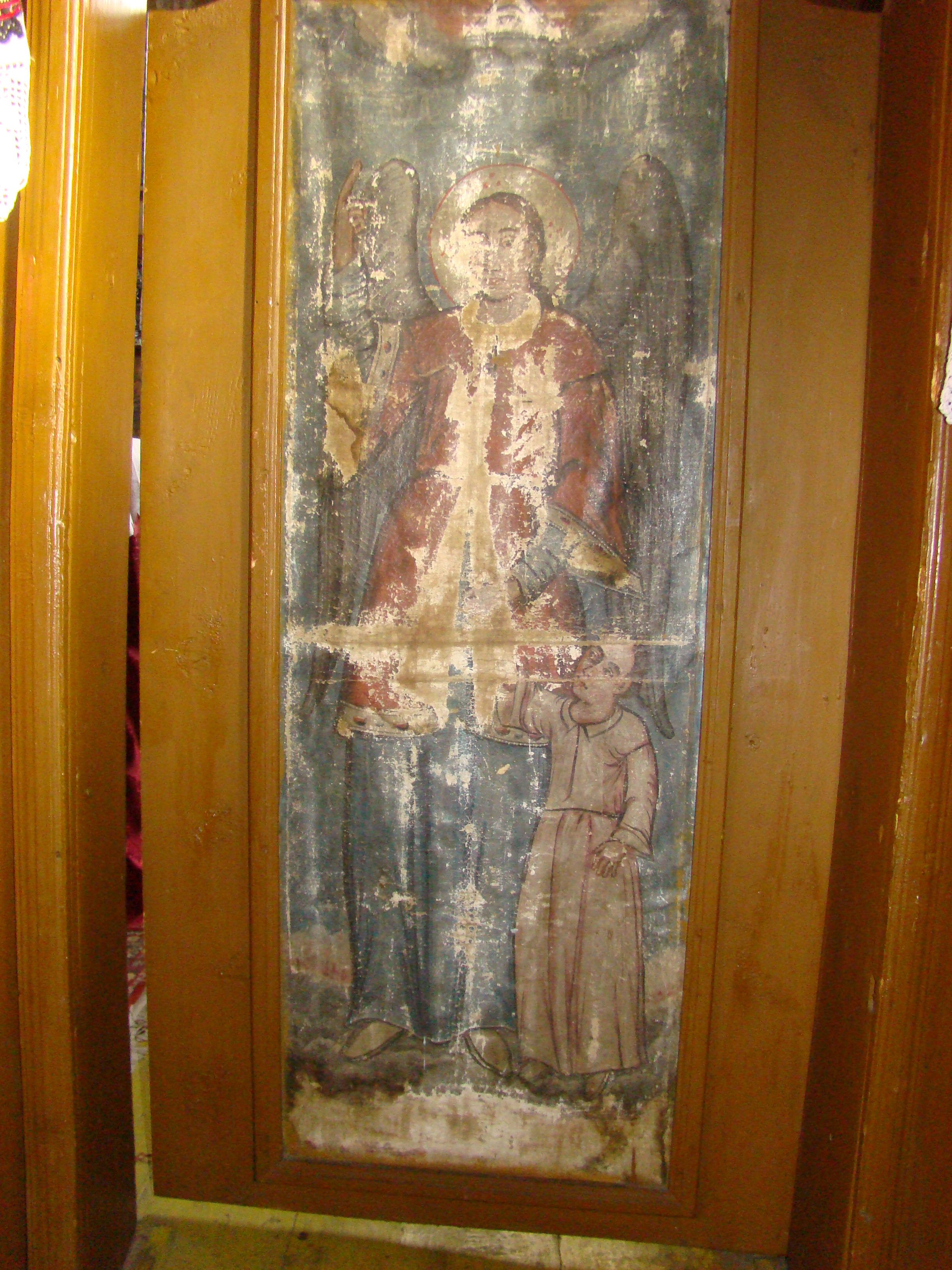
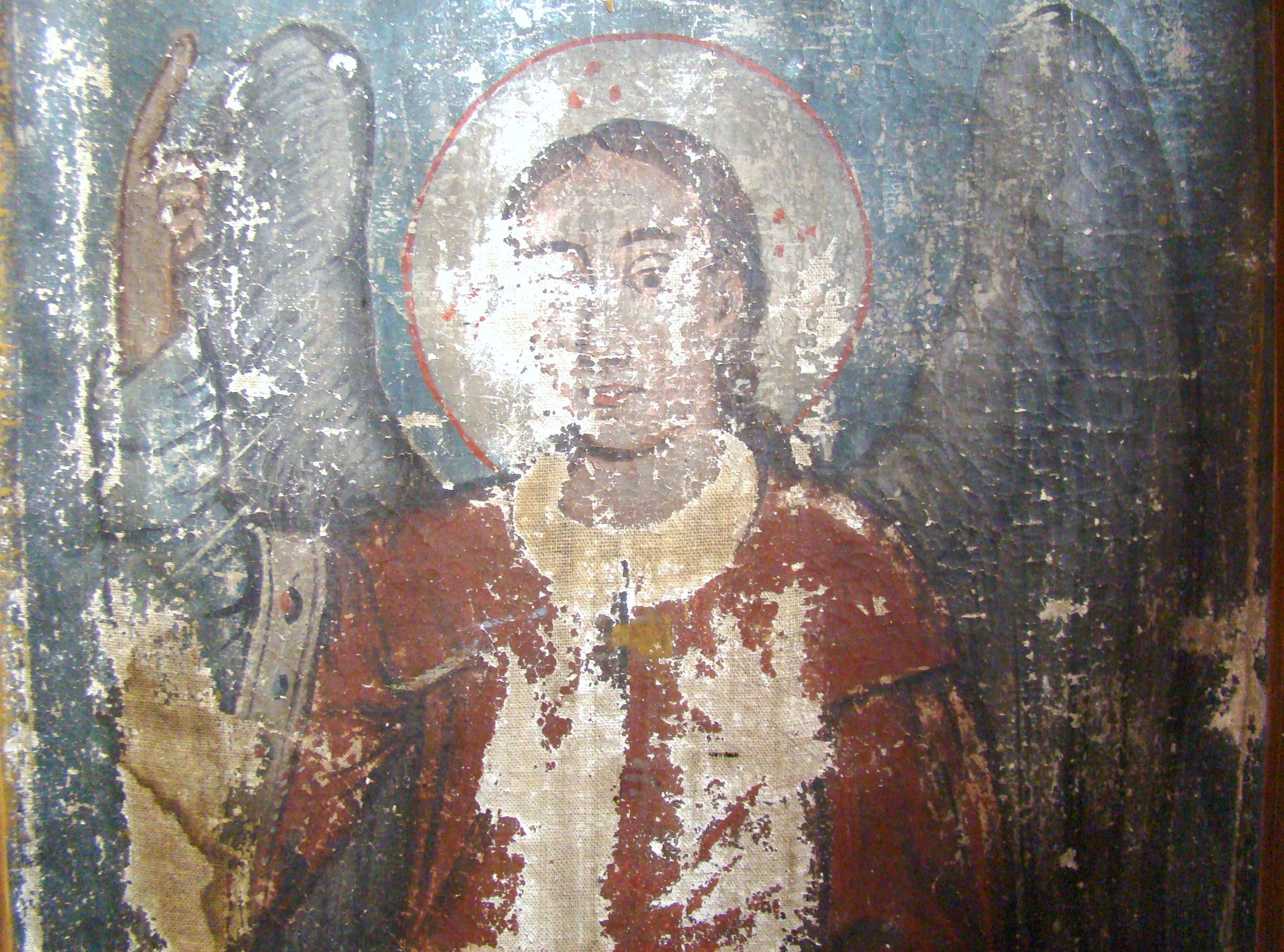
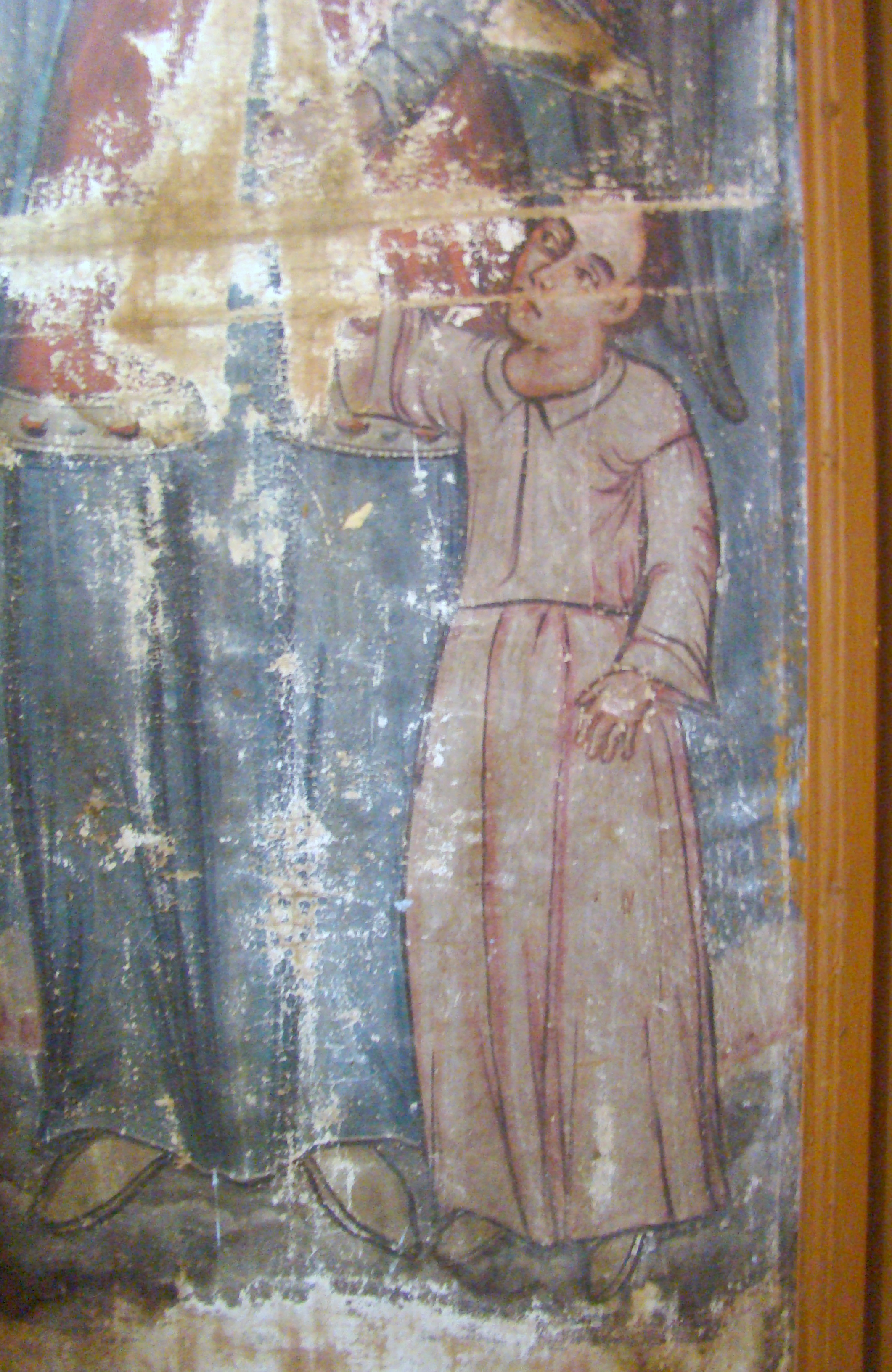
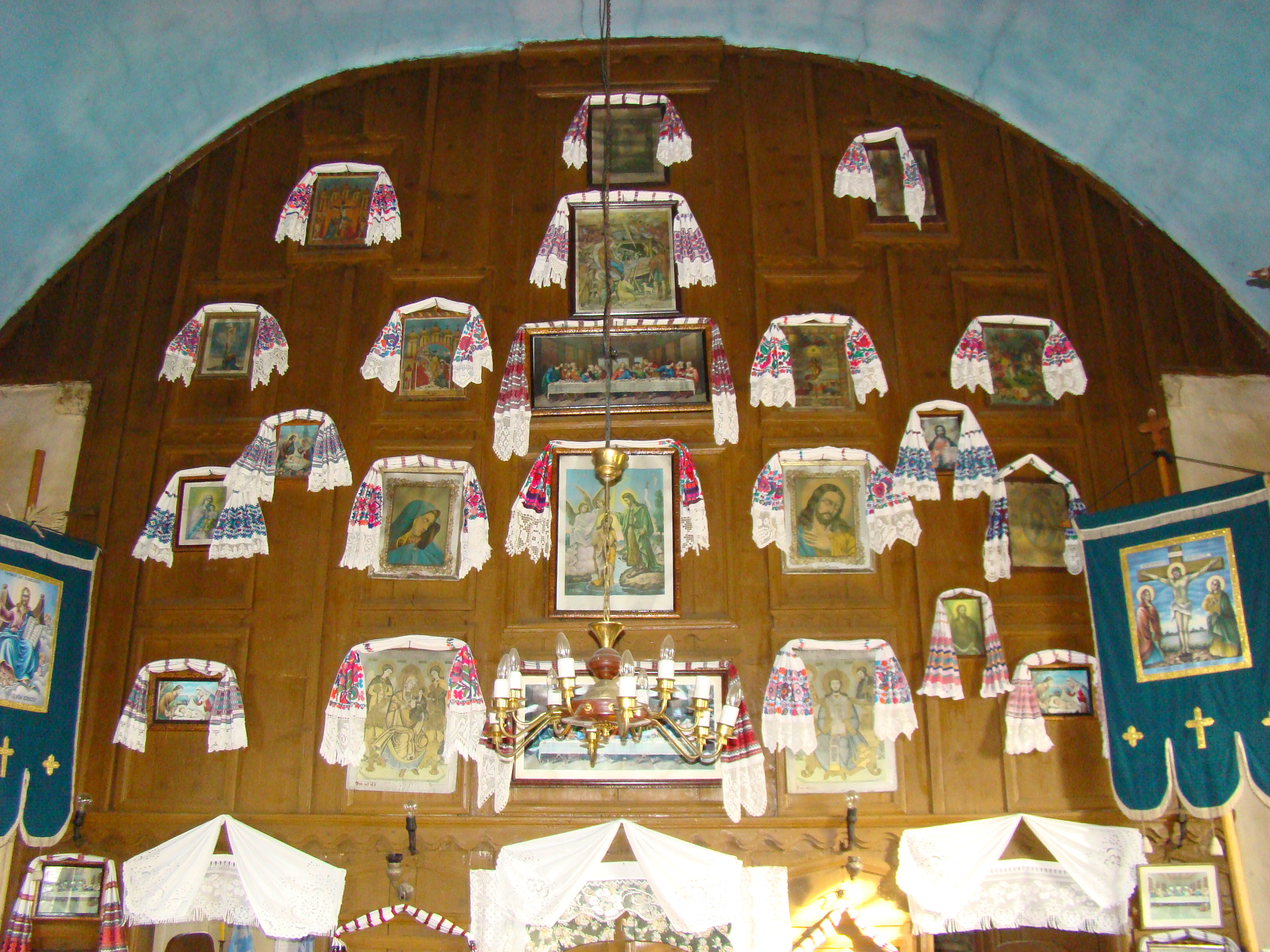
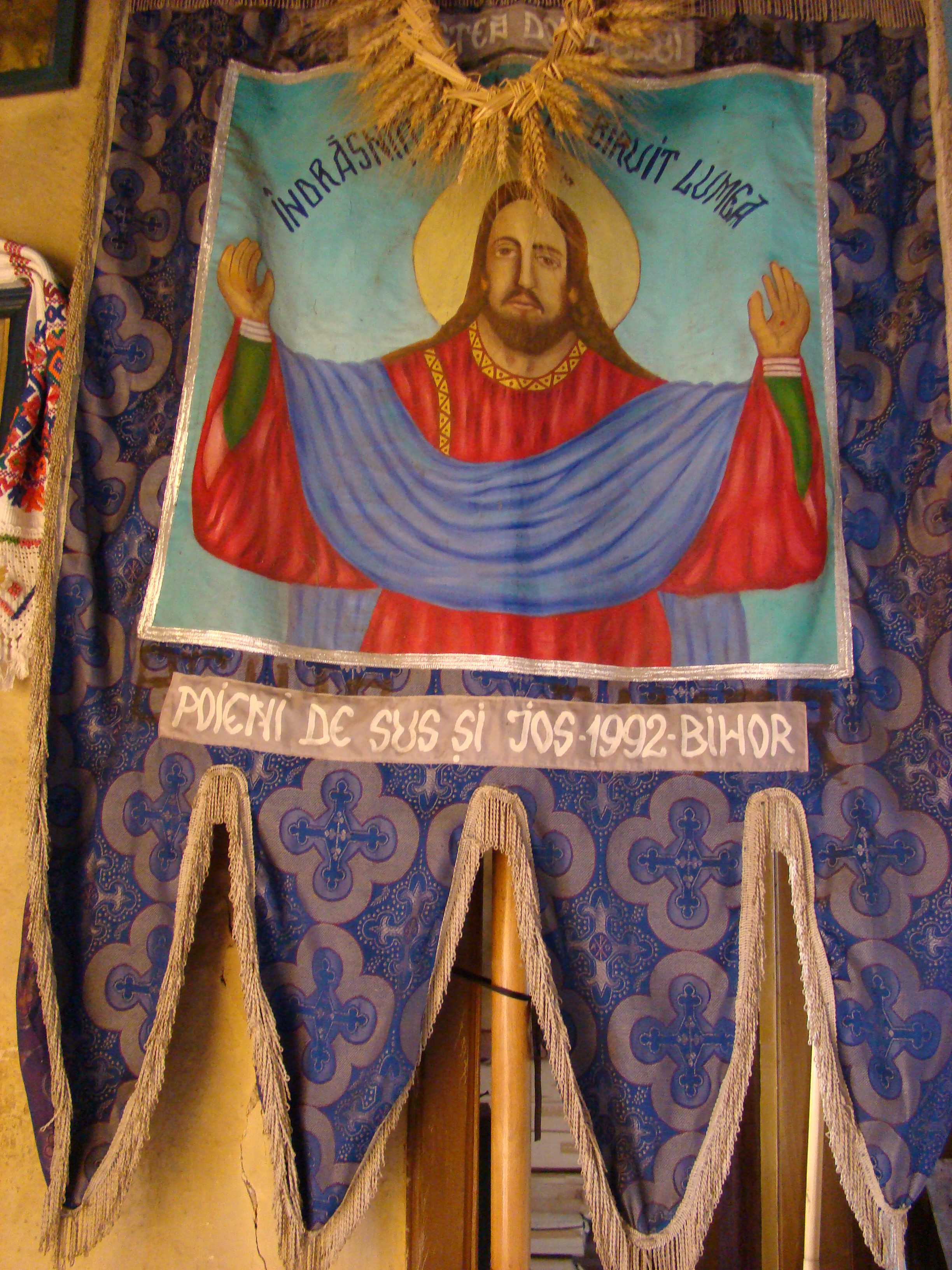